# 伝統と創造の会
伝統と創造の会（でんとうとそうぞうのかい）は、2005年の第44回衆議院議員総選挙で初当選した自由民主党の衆議院議員で構成される「83会」のメンバーが2006年2月10日に設立した政策勉強会。通称「伝創会」。初当選同期の自民党内保守系議員らで結成されたグループであり、稲田朋美の政治的立場の変化から離脱者が相次ぐまでは「稲田グループ」とも呼ばれていた。(離脱者らが『保守団結の会』を結成)。

## 目的
この会の目的は「『変えるべきことは変え、守るべきことは守る』ということです。小泉総理の改革はどんどん前に進めていくべきだと思います。その一方で、わが国には世界に誇るべき伝統や文化、そして道義国家としての姿があります。明治維新など、先人たちがそうしてきたように、守るべきものは守りながら、新しい日本を創造していこうという会です」としている。

## メンバー
※設立時は34名である。

### 現在の構成
- 会長 - 稲田朋美
- 副幹事長 - 木原誠二
- 事務局長 - （空席）
- 事務局次長 - 松本洋平
- その他の会員 - 石原宏高・木原稔・坂井学・鈴木馨祐・平将明・永岡桂子・西田昌司

### かつて所属していた人物
引退や落選、それ前に脱会した者も含む。
- 林潤（副幹事長・2009年に落選）
- 小川友一（副会長・2009年に落選）
- 土井真樹（2009年に落選）
- 西本勝子（2009年に落選）
- 鍵田忠兵衛（2009年に議員辞職）
- 熊谷大（2016年に落選）
- 北村茂男（副会長・2017年に引退）
- 高鳥修一（副会長・2020年に脱会）
- 岩井茂樹（2021年に議員辞職）
- 宇都隆史（2022年に落選）
- 薗浦健太郎（幹事長・2022年に議員辞職）
- 赤池誠章（事務局長・脱会日不明）
- 山本朋広（2024年に落選）

## 沿革
- 2006年2月10日に設立された同会は、自民党1年生議員有志による政策勉強会として設立され、会の趣旨は、「守るべきものを守りながら、新しい日本国家を創造していく」ことにあるとし[3]、小泉純一郎政権の女性・女系天皇容認政策に反対して集まった[6]。1年生自民党議員の内、この趣旨に賛同する34人が入会した[3]。
- 2006年4月28日には、 占領解除・主権回復（日本国との平和条約発効）54周年により稲田グループとして初の靖国神社参拝を行った。 2007年11月6日には、 福田康夫内閣が推進する人権擁護法案に反対の姿勢を示した。

### 条件違反映画への助成金支給批判
2008年3月12日、アルゴ・ピクチャーズ配給の映画『靖国 YASUKUNI』（監督：李纓）の、全国会議員を対象とした試写会が催されたが、参加義務は無いので多くの議員は参加せず、内容について、この時点では知らなかった。同年12月に行われたマスコミ向け試写会後、週刊新潮」などから映画内容が「客観性を欠く」「反日映画だ」などと報じられた。自民党の平和を願い真の国益を考え靖国神社参拝を支持する若手国会議員の会と本会所属議員が、内容を確認するために試写会を行うように要請した。この映画製作には、文化庁の指導する芸術振興基金から助成金が支給されており、その条件として政治的な訴えや偏向があるものは禁止と規定されていたからであった。新聞の取材に対し稲田は、「客観性が問題となっている。議員として見るのは、一つの国政調査権」「表現の自由や上映を制限する意図はまったくない。でも、助成金の支払われ方がおかしいと取り上げられている問題を議員として検証することはできる」と述べている。同年4月右翼団体による上映抗議に対しては「我々が問題にしたのは助成の妥当性であり、映画の上映の是非を問題にしたことは一度もない。いかなる内容の映画であれ、それを政治家が批判し、上映をやめさせるようなことが許されてはならない」とコメントしている。2010年の著書で稲田は映画の公開ではなく、条件違反なのに助成金が支給されたことの妥当性を問題視していると述べても、真意を捻じ曲げて拡散や偏向報道しようとする人々の前には無力だと感じたと述べている。

### 稲田朋美の政治的立場変化による分裂以降
2020年6月25日 - 稲田がLGBT議連に所属し、選択的夫婦別姓制度やLGBT関連に力を入れ始めて「保守とは多様性を認めること」とし、「新しい保守の形」を模索し始めたことに対して、副会長高鳥修一を始めとする一部会員が離脱者し、保守団結の会を新たに結成。　

#### 分裂以降の休会期
- 2021年4月8日 - 会長を務める稲田朋美前幹事長代行の依頼を受け、安倍晋三が顧問に就任。稲田は「自民党で最も保守政治家らしい政治家だ。ずっと政治行動を共にしてきたので依頼した」と記者団に語った[9]。ただし、安倍は全部で自民党の保守派グループ4つに所属している。2020年12月から同会離脱者や賛同者で構成される「保守団結の会」の顧問にも就任し、同会からは2022年の暗殺死後に永久顧問に認定されている[10]。生前の安倍は周囲に「保守はなかなか団結しない」と漏らしており、上記の2つ以外にも「日本の尊厳と国益を護る会」、「創生日本」という自民党内保守派グループに所属している[11]。

#### 男系男子皇位継承維持などテーマ再設定による再開以降
- 2022年1月-選択的夫婦別姓に理解を示しだした稲田に失望した伝統的家族観を重視する自民党議員らが「保守団結の会」に分裂した以降から休眠状態だったが、会員の国会議員数を50人以上へ分裂直後から増やし、活動を再開した。分裂以降に所属議員を増やせた背景として、前年4月に安倍元首相を最高顧問に迎え、「男系男子による皇位継承維持」など安倍好みの保守的なテーマを掲げ直したことにある[6]。